# Poison Girl
"Poison Girl" é uma canção escrita por Ville Valo, gravada pela banda HIM.
É o terceiro single do segundo álbum de estúdio lançado a 19 de Dezembro de 1999, Razorblade Romance.

## Paradas
| Paradas                 | Posições |
| ----------------------- | -------- |
| Finlândia - Mitä hittiä | 3        |